# Julien Vercauteren
Julien Vercauteren (Berchem-Sainte-Agathe, 12 gennaio 1993) è un calciatore belga, centrocampista o attaccante dell'Eendracht Mazenzele.

## Carriera
Dal 2012 al 2014 ha giocato 27 partite nel campionato belga con il Lierse.
Il 12 giugno 2014 si trasferisce alla squadra francese del Nizza.
Il 29 dicembre 2015 viene ufficializzato il suo prestito semestrale al Westerlo a partire dal 1º gennaio seguente.